# Kanton Landrecies
Kanton Landrecies (francouzsky Canton de Landrecies) je francouzský kanton v departementu Nord v regionu Nord-Pas-de-Calais. Tvoří ho 10 obcí.

## Obce kantonu
- Bousies
- Croix-Caluyau
- Le Favril
- Fontaine-au-Bois
- Forest-en-Cambrésis
- Landrecies
- Maroilles
- Preux-au-Bois
- Prisches
- Robersart